# Girgaum Chowpatty

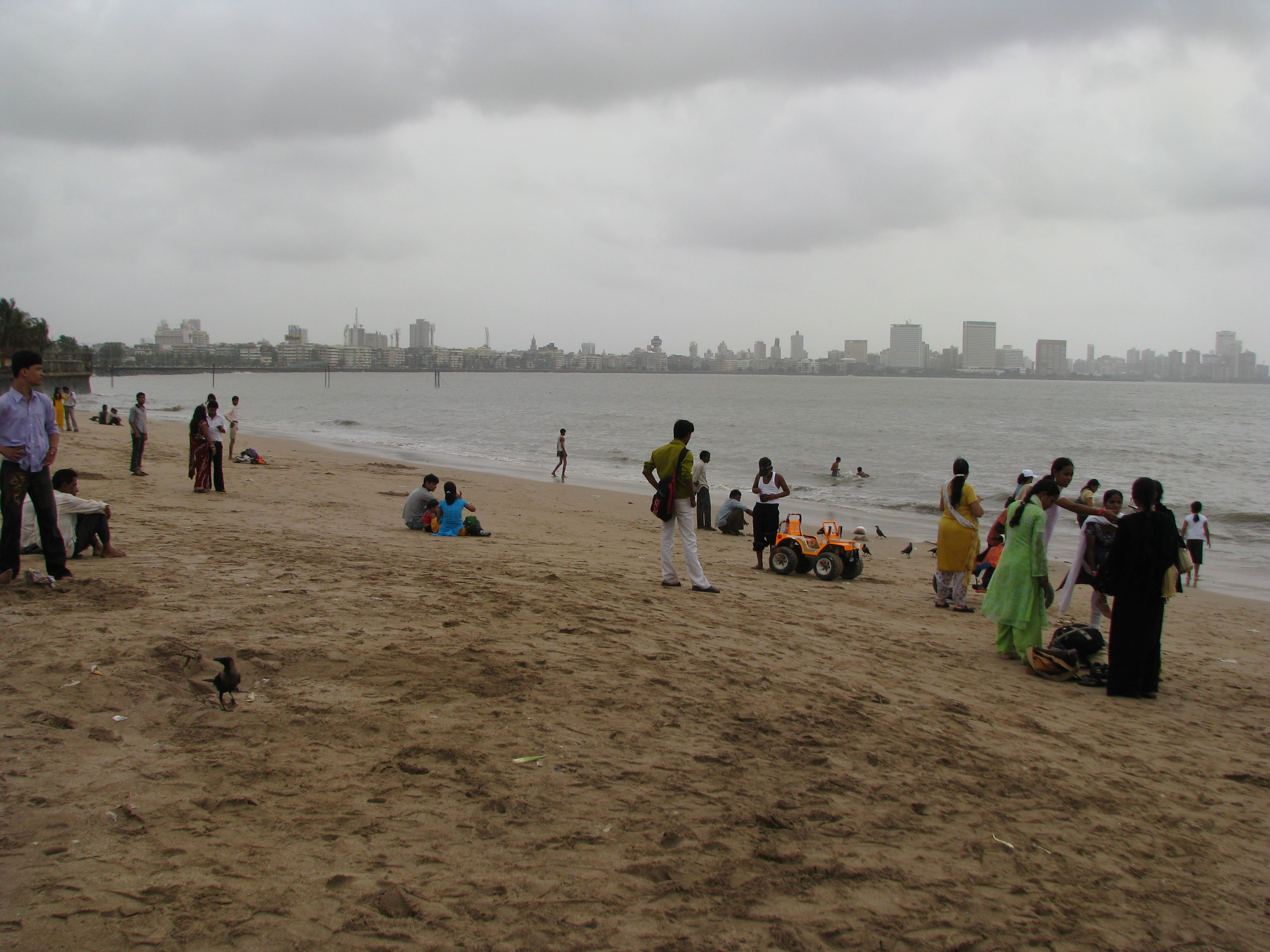
Pohled na pláž se zálivem Back Bay a čtvrtí Nariman Point v pozadí

Girgaum Chowpatty (maráthsky गिरगाव चौपाटी) je název pro městskou pláž v indickém městě Bombaji. Nachází se východně od Malabárského vršku, blízko stanice příměstské dráhy Charni Road. Dlouhá je 750 m a patří k nejznámějším ve městě. Je orientovaná směrem na západ, k Arabskému moři. Představuje severní okraj zátoky Back Bay.
Název pláže odkazuje na čtyři proudy a do angličtiny byl převzat z maráthštiny.
Pláž je známá také i díky tradičnímu ponořování sochy boha ganéši do vod Arabského moře (tzv. Ganéša Čaturhi). Každoroční oslavy přilákají na pláž vždy tisíce lidí.
Pláž není příliš vhodná ke koupání, vzhledem k značnému znečištění moře koliformními bakteriemi. V roce 2013 jejich přítomnost dosahovala míry 1455 na 100 ml, zatímco v povolený standard činí 500 na 100 ml. Důvodem znečištění je nedostatečné čištění odpadních vod ve městě, nízký hygienický standard některých částí Bombaje a vypouštění odpadních vod do moře.